# آشکارساز هومودین

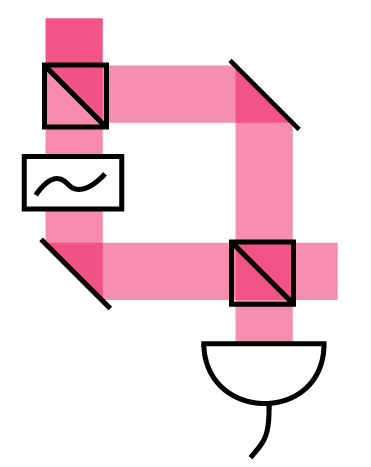
آشکارساز هومودین نوری

در مهندسی برق، آشکارساز هومودین روشی برای استخراج اطلاعات است که به عنوان مدولاسیون فاز و/یا فرکانس یک سیگنال نوسانی، با مقایسه‌کردن آن سیگنال با یک نوسان استاندارد رمزگذاری شده‌است که درصورت داشتن حامل اطلاعات پوچ، با سیگنال یکسان خواهد بود. «هومودین» برخلاف فرکانس‌های دوگانهٔ بکار رفته در آشکارساز هتروداین، نشان‌دهنده یک تک فرکانس است.
هنگامی که برای پردازش سیگنال بازتاب شده در سنجش از دور برای عارضه‌نگاری اعمال می‌شود، آشکارساز هومودین فاقد توانایی آشکارساز هتروداین برای تعیین اندازه یک ناپیوستگی ایستا در ارتفاع بین دو مکان است. (اگر مسیری بین دو مکان با ارتفاع درحال تغییر وجود داشته باشد، درصورتی که نمونه برداری به اندازه کافی متراکم باشد، آشکارساز هومودین در اصل می‌تواند فاز سیگنال را درطول مسیر دنبال کند). آشکارساز هومودین به راحتی برای سنجش سرعت قابل استفاده است.

## در نوریک
در تداخل سنجی نوری، همودین به این معنی است که تابش مرجع (یعنی نوسان‌ساز محلی) از همان منبع سیگنال قبل از فرایند مدوله‌سازی بدست می‌آید. به عنوان مثال، در اندازه‌گیری پراکندگی لیزر، پرتو لیزر به دو قسمت تقسیم می‌شود. یکی نوسان‌ساز محلی است و دیگری برای بررسی به سیستم کاونده ارسال می‌شود. سپس نور پراکنده شده با نوسان‌ساز محلی روی آشکارساز مخلوط می‌شود. این آرایش این مزیت را دارد که نسبت به نوسانات فرکانس لیزر حساس نیست. معمولاً پرتو پراکنده ضعیف خواهد بود، در این صورت مولفه (تقریباً) ثابت خروجی آشکارساز معیار خوبی برای شدت نوسان‌ساز محلی لحظه‌ای است و بنابراین می‌توان برای جبران هرگونه نوسان در شدت لیزر از آن استفاده کرد. 

## فناوری رادیو
در فناوری رادیو، وجه تمایز منبع نوسان‌ساز محلی نیست، بلکه فرکانس مورد استفاده است. در آشکارساز هتروداین، نوسان‌ساز محلی با فرکانس جابجا می‌شود، درحالی که در آشکارساز هموداین همان فرکانس تابش را دارد که باید آشکار شود. به گیرنده تبدیل-مستقیم مراجعه کنید.